# Søndre Plantage
Søndre Plantage i Mejdal i Holstebro er den ældste del af Holstebro Plantager, som er Danmarks ældste kommuneplantager. Det første træ i Søndre Plantage blev plantet i 1866 på initiativ af kaptajn Enrico Mylius Dalgas. Søndre Plantage ligger som en kile ind mellem parcelhusene i Mejdal på den ene side og Herningvej på den anden. 
Plantagen fremstår som et stykke skovområde, men indeholder også et lille stykke hedeareal i midten og fungerer som et rekreativt område for Holstebros borgere. Der er bl.a. et madpakkehus og en ”brændeplads”. Jernbanen mellem Holstebro og Herning skærer igennem Søndre Plantage, og området har også været nævnt som mulig linjeføring for en ny motorvej mellem Holstebro og Herning.